# پس از پایان پورن
پس از پایان پورن (به انگلیسی: After Porn Ends) یک فیلم مستند آمریکایی به کارگردانی برایس واگونر است که بخش یکم آن سال ۲۰۱۲ میلادی و بخش دوم آن سال ۲۰۱۷ میلادی منتشر گشته است.
این فیلم بیشتر نقدهای منفی دریافت کرد.

## موضوع فیلم
مستندی با حضور چند شخصیت سرشناس صنعت پورن که دربارهٔ زندگی پس از بازنشستگی بازیگران این صنعت است. چگونه می‌توانند همچون یک شهروند معمولی، همانند دیگر مردم به زندگی خود ادامه دهند؟ آیا از هنجارهای جامعه در امان‌اند؟ و مردم چگونه با آن‌ها رفتار می‌کنند...

## بازیگران
- آسیا کاررا
- نینا هارتلی
- ماری کری
- هوستون
- کریسی مورن
- رندی وست
- ریچارد پاجکو
- جان لسلی
- امبر لین
- دوروتیا هاندلی
- رایلن
- ویلیام مارگلد
- شلی لوبن
- تیفانی میلیون